# Courdemanche (Sarthe)
Courdemanche és un municipi francès situat al departament del Sarthe i a la regió de País del Loira. L'any 2007 tenia 634 habitants.

## Demografia

### Població
El 2007 la població de fet de Courdemanche era de 634 persones. Hi havia 277 famílies de les quals 83 eren unipersonals (40 homes vivint sols i 43 dones vivint soles), 119 parelles sense fills, 71 parelles amb fills i 4 famílies monoparentals amb fills.
La població ha evolucionat segons el següent gràfic:
Habitants censats

### Habitatges
El 2007 hi havia 438 habitatges, 285 eren l'habitatge principal de la família, 110 eren segones residències i 43 estaven desocupats. 431 eren cases i 4 eren apartaments. Dels 285 habitatges principals, 221 estaven ocupats pels seus propietaris, 59 estaven llogats i ocupats pels llogaters i 4 estaven cedits a títol gratuït; 2 tenien una cambra, 32 en tenien dues, 61 en tenien tres, 70 en tenien quatre i 120 en tenien cinc o més. 187 habitatges disposaven pel capbaix d'una plaça de pàrquing. A 122 habitatges hi havia un automòbil i a 125 n'hi havia dos o més.

### Piràmide de població
La piràmide de població per edats i sexe el 2009 era:
| Homes | Edats   | Dones |
| ----- | ------- | ----- |
| 0     | 95 o +  | 0     |
| 0     | 90 a 94 | 8     |
| 4     | 85 a 89 | 8     |
| 8     | 80 a 84 | 12    |
| 16    | 75 a 79 | 28    |
| 24    | 70 a 74 | 16    |
| 20    | 65 a 69 | 24    |
| 20    | 60 a 64 | 24    |
| 12    | 55 a 59 | 16    |
| 28    | 50 a 54 | 20    |
| 24    | 45 a 49 | 12    |
| 36    | 40 a 44 | 24    |
| 16    | 35 a 39 | 20    |
| 32    | 30 a 34 | 8     |
| 4     | 25 a 29 | 16    |
| 0     | 20 a 24 | 4     |
| 28    | 15 a 19 | 20    |
| 16    | 10 a 14 | 28    |
| 8     | 5 a 9   | 16    |
| 20    | 0 a 4   | 16    |

## Economia
El 2007 la població en edat de treballar era de 362 persones, 265 eren actives i 97 eren inactives. De les 265 persones actives 233 estaven ocupades (133 homes i 100 dones) i 32 estaven aturades (17 homes i 15 dones). De les 97 persones inactives 47 estaven jubilades, 22 estaven estudiant i 28 estaven classificades com a «altres inactius».

### Ingressos
El 2009 a Courdemanche hi havia 292 unitats fiscals que integraven 670 persones, la mediana anual d'ingressos fiscals per persona era de 15.242 €.

### Activitats econòmiques
Dels 24 establiments que hi havia el 2007, 1 era d'una empresa alimentària, 10 d'empreses de construcció, 4 d'empreses de comerç i reparació d'automòbils, 1 d'una empresa de transport, 1 d'una empresa d'informació i comunicació, 1 d'una empresa immobiliària, 1 d'una empresa de serveis, 3 d'entitats de l'administració pública i 2 d'empreses classificades com a «altres activitats de serveis».
Dels 9 establiments de servei als particulars que hi havia el 2009, 1 era un paleta, 2 guixaires pintors, 1 electricista, 3 empreses de construcció, 1 perruqueria i 1 agència immobiliària.
Dels 3 establiments comercials que hi havia el 2009, 1 era una botiga de menys de 120 m², 1 una fleca i 1 una carnisseria.
L'any 2000 a Courdemanche hi havia 35 explotacions agrícoles que ocupaven un total de 1.720 hectàrees.

## Equipaments sanitaris i escolars
L'únic equipament sanitari que hi havia el 2009 era una farmàcia.
El 2009 hi havia una escola elemental integrada dins d'un grup escolar amb les comunes properes formant una escola dispersa.

## Poblacions més properes
El següent diagrama mostra les poblacions més properes.